# Scambina roseipicta
Scambina roseipicta là một loài bướm đêm trong họ Noctuidae.